# Barbijaputa
Barbijaputa és el pseudònim d'una escriptora, columnista, tuitera i activista social espanyola. Manté oculta la seva identitat, la seva signatura va aparèixer per primera vegada publicada en un blog i es va donar a conèixer massivament en un perfil en la xarxa social de Twitter creat en 2009 en el qual tracta diversos aspectes d'actualitat del feminisme i la política. En els seus articles denuncia obertament actituds masclistes en la societat que no escapen a la controvèrsia.

## Trajectòria
Manté en secret la seva identitat més enllà que és dona, que ha nascut a Andalusia, que ha treballat com a auxiliar de vol a Tenerife, que ha estat residint a Madrid.

S'autodefineix com:
... una noia anònima que es fa ressò de les notícies que considera oportunes quan ho creu oportú i aboca la seva opinió lliurement en el seu compte de Tuiter. Diré més o menys ximpleries, encertaré algunes vegades, m'equivocaré unes altres. Però sobretot, intento aprendre i aguditzar el pensament crític, cosa que Tuiter afavoreix. Podré perdre els papers i sortir-me de to tantes vegades com ovuli, vulgui, senti i cregui necessari. A qui no li agradi (perfectament comprensible) pot deixar de seguir-me, però sempre recordant que no li haig de reemborsar gens de diners, ni donar explicacions, ni demanar-li perdó. També pot tornar a seguir-me, no li cobraré.
El pseudònim de Barbijaputa va ser creat durant la seva residència a Tenerife quan treballava com a auxiliar de vol i, com que no tenia amics allà, creà un blog personal amb l'única intenció de comunicar-se. La raó inicial de l'anonimat era evitar que les crítiques a la seva empresa li impliquessin l'acomiadament.
El 2009 s'inicia en la xarxa social Twitter amb el mateix pseudònim i, de la mateixa manera que feia en el seu blog, comenta l'actualitat fent denúncia del masclisme en la societat de manera políticament incorrecta. La seva popularitat creix amb un gran nombre de seguidors i detractors, convertint-se en una persona amb influència per al feminisme en les xarxes socials en castellà no exempta de polèmica.
Inicia la seva col·laboració en la premsa digital, sent el seu treball més important fins a la data el de columnista d'eldiario.es.
El 2015 va començar el seu treball com a escriptora sent el seu primer llibre publicat El planeta Lilaverdía, llibre de poesia infantil en la qual substitueix el seu pseudònim per Lula Libe.
El 2016 va publicar la novel·la La chica miedosa que fingía ser valiente muy mal, la qual ha estat portada al teatre, i en 2017 va publicar l'assaig Machismo, 8 pasos para quitárselo de encima, en els quals anima a matar el masclisme. Tots dos amb el pseudònim de Barbijaputa i que la seva temàtica principal és el feminisme, el masclisme i el heteropatriarcat.
El 2016 va ser distingida amb el Premi a la Comunicació no Sexista en mitjans digitals, de l'Associació de Dones Periodistes de Catalunya (ADPC), pel seu blog en eldiario.es.
El 2018 incursionà en el món del podcast estrenant Radiojaputa.
Ha col·laborat com a columnista en els mitjans d'informació digital entre ells La Marea, eldiario.es, Pikara Magazine i, en l'actualitat, manté un blog en el diari Público.

## Contra la misogínia i el feixisme
En els seus llibres i articles destaca la denúncia de la misogínia i com habitualment la mirada de la societat estableix un ampli nivell de tolerància contra la violència estructural contra les dones. També denuncia com la lluita per l'alliberament de la dona és usada i tergiversada constantment pels moviments conservadors, feixistes i racistes.
Després de Machismo. 8 pasos de quitártelo de encima publicat en 2018 dedicat al qüestionament de comportaments masclistes i a la reflexió sobre com modificar conductes que no sols perjudiquen les dones sinó que afecten a tota la societat, en 2019 publica el llibre Nadie duerme, publicat en 2019, en el qual es relata la història d'un grup de dones disposades a alliberar al seu país del partit feixista que governa i que té atemorida a la població, sobretot als sectors femenins, LGTB i migrants, mitjançant el col·lectiu FFR (Front Feminista Revolucionari), que les seves integrants són anònimes. Una història que transcorre en el lloc fictici, Eare, -explica Andrea Martín Rivas a "Distopia o realitat?- que després d'haver estat sota el govern de l'IdE (partit polític d'esquerra), ha passat a estar en el control del Totem (partit polític d'extrema dreta) dirigit per Luco Barán. Aquest últim es dedica a perseguir a grups feministes establint lleis com la prohibició de reunió a grups de més de deu dones i, si ho fan, han de estar acompanyades per homes. Si alguna s'enfronta a ells, passarà per un dur interrogatori en el qual, a més, se la humiliarà rapant-li el pèl. 

## Publicacions
- japuta, Barbi. El planeta Lilaverdía.  Editorial Origami, 2015. ISBN 8494303988. OCLC 927714742. (usa el seudónimo "Lula Libé")[21][22]

- japuta, Barbi. La chica miedosa que fingía ser valiente muy mal.  Aguilar (Penguin Random House Grupo Editorial), 2016. ISBN 8403515588. OCLC 1243761885.[4]

- japuta, Barbi. Machismo: 8 pasos para quitárselo de encima.  Roca Editorial, 2017. ISBN 8416867070. OCLC 1123078377&.[23]

- japuta, Barbi. Nadie duerme.  SUMA (Penguin Random House Grupo Editorial), 2019. ISBN 8415862954. OCLC 1125195482.[24]